# Asclepias curassavica
Asclepias curassavica, conhecida popularmente como oficial-de-sala, é uma espécie de planta com flor pertencente à família Asclepiadaceae. Possui porte subarbustivo, de até 100 cm. É nativa da América Tropical, com distribuição desde o sul dos Estados Unidos, até a América Central e América do Sul. Ocorre em todo o Brasil. 
A autoridade científica da espécie é L., tendo sido publicada em Species Plantarum 1: 215. 1753.

## Portugal
Trata-se de uma espécie introduzida no território português, nomeadamente no Algarve, onde integra a Lista Nacional de Espécies Invasoras (anexo II do Decreto-Lei nº 92/2019, de 10 julho). 